# 柳原可奈子
柳原 可奈子（やなぎはら かなこ、1986年2月3日 - ）は、日本の女性お笑いタレント、女優。太田プロダクション所属。

## 略歴
- 1986年2月3日、東京都中野区出身。一人っ子。幼児期にベビーモデルとして雑誌デビュー。
- 東京都立小平高等学校普通科外国語コース卒業。この頃からアマチュアのライブなどに出演していた。
- 専門学校東京アナウンス学院お笑いタレント科（現・芸能バラエティ科）卒業後、太田プロダクション所属となる。
- 2007年に入り、東京の家電量販店さくらやのイメージキャラクターとしてテレビCMや広告に登場し、これを機に知名度が急上昇する。
- 2007年以降は10代の女性をターゲットにしたキャラクターが注目され、テレビ番組への出演が多くなりブレイク。
- 特徴的な声をしているため、声優・ナレーター業にも仕事の幅を広げている。
- 2011年9月21日には自身初の単独ライブのDVD『見せたがり女』を発売した。
- 2014年9月22日 - 23日には2度目の単独ライブ『普通の女』を開催した。
- 1歳年上の一般人男性と約1年の交際を経て、2019年2月4日に結婚[1][2]。
- 2019年3月30日に第1子を妊娠中であることをブログで報告。その後は出産に専念するため、当時のレギュラー番組を全て一時的に降板した上で芸能活動を一時休止。
- 2019年11月18日、第1子となる女児を出産したことを所属事務所を通して発表[3]。
- 2020年7月頃より、芸能活動を再開。
- 2022年6月24日、第2子を妊娠したことを発表[4]。11月25日、第2子女児の出産を報告[5]。

## 家族
- 父・清は寿司職人[6]。柳原は父親のことを「きよし」と、ファーストネームで呼んでいた[6]。母親は、19歳の時に死去している[6]。早くに母を亡くした事について、「お母さんとの思い出をずっと大事にしていたいのに、時間が経つにつれて思い出が忘れ去られていくのが辛い」と語ったこともある。2012年12月18日付の自身のブログ[7]では、祖母とも同居を始め3人暮らしとなった事を明らかにしていた。
- 2013年3月9日、同月6日に父親が61歳で死去したことが報道を通じて公表された[6]。葬儀・告別式は近親者で済ませ、喪主は柳原が務めた。死因等の詳細は家族の意向で明らかにされていない[8]。同日、柳原が司会を務める情報番組『知っとこ!』（MBS - TBS系）の番組冒頭、同じく司会の松嶋尚美（元オセロ）から柳原の父の死去が報告され、本人はこの日の番組出演を見合わせた[9]。

## 人物
- 好きな色はピンク・赤・黄色。
- 好きな食べ物はフライドチキン、スパゲッティ、カルボナーラ、ポテトチップス、アイスクリーム。
- 嫌いな食べ物はタマネギ、漬物、レバー。
- ハロー!プロジェクトの大ファン[10]。
- 2010年、父方の祖母が当時、広島市在住だったという縁で、同年3月21日のマツダスタジアムでの広島の本拠地開幕戦で始球式を務める[11][12]。
- 予備校講師でタレントの林修は、柳原の大ファンであることを公言している。
- 中学校の同級生に市川由衣がいる。

### 趣味・特技
- 趣味は読書と女性アイドルのおっかけ。
- 特技はトロンボーン。

### 身体的特徴
- 視力は、左右1.5〜2.0。2010年5月にレーシックを受けた。
- ブレイクしてからは徐々に体重が増えており、周りの芸人にその事をツッコまれることも多い。
- 公式プロフィールのサイズは2025年時点で身長153cm、体重65kg。デビュー当初は肥満体型であり、デブタレとしても知られていた。

## 芸風・ネタ
- 主に一人コント。ショップ店員や女子大生など様々な女性になり切る一人芝居を得意とする。女性の自意識をさらけ出す観察眼の鋭さを評価されている[13]。母が経営していたスナックのスタッフの仕草のものまねをしていたことが原点であるという[14]。
  - 「渋谷109カリスマアパレル系ショップの店員」
  - 「中央・総武緩行線西船橋駅近辺の女子高生」
  - 「FMラジオDJのRICO」
  - 「女子大生アルバイトのマミ」
  - 「美容師」
  - 「百貨店化粧品売り場の店員」
  - 「OLのランチ」
  - 「スタイリスト北条マキ」
  - 「ライター京子」
  - 「ネイリスト」
  - 「修学旅行の女子高生」
  - 「ブロガーママ」
  - 「キャリアウーマン生田カヨ」
  - 「恋人のユキ（我が家との爆笑レッドシアターでのコラボ）」
  - 「○○通ぶる女（フルーツポンチとのTHE THREE THEATERでのコラボ）」など。
  - 「語り（村上健志（フルーツポンチ）、しずる、狩野英孝との爆笑レッドシアターでのコラボ）」
  - 「小学5年生の子役・町田陽菜（ひな）」
- カフェやファーストフード店など女子高生達が集まる場所に足繁く通い、女子高生の面白い会話をノートや携帯電話に直接書き留め、ネタ作りをしている。
- 「渋谷109のカリスマアパレル系ショップの店員」もしくは「中央・総武緩行線の女子高生」のキャラ口調はバラエティ番組でも多用している。
- 「キャラの人間関係を考えるときが一番楽しい」と語ったことがある。
- 貫地谷しほりは彼女のファンで、彼女のコントを見た際に「お芝居の勉強になりました。」とコメントした。
- 『THE THREE THEATER』での通ぶる女は、柳原がフルーツポンチの食通ぶる男のコントを見て「是非ウザキャラでコラボしたい」と希望し、見事実現したものである。

ネタとして用いる言葉
- 「いらっしゃいませ〜 どっぅぞ〜ごら〜んくださ〜い」
- 「かしこまり〜」
- 「気になっちゃう感じ?」
- 「がわいい〜!」
- 「ウケる」
- 「マジでー（無感情・無表情で）」
- 「鬼アツいかんね」
- 「チョー○○っぽい」
- 「あいつマジ死ねる」
- 「じゅるる」

## 出演

### レギュラー番組
※いずれの番組も2019年4月から2020年中旬まで、産休のため一時降板していた。
- THEカラオケ★バトル（2014年4月 - 、テレビ東京） - MC
- 今夜はナゾトレ（2016年11月 - 、フジテレビ）
- 嗚呼!!みんなの動物園（2022年4月 - 日本テレビ）

### 準レギュラー番組
- ネプリーグ (2008年8月11日-、30回出演)[15][16][17][18][19][20][21][22][23][24][25][26][27][28][29][30][31][32][33]
- ネタパレ（フジテレビ）
- ラヴィット!（TBSテレビ）
- DayDay.（日本テレビ）

### 過去のレギュラー/準レギュラー番組
- エンタの神様（2006年10月14日 - 、日本テレビ） キャッチコピーは「豚（とん）でるピーチπ」※テレビデビュー
- 爆笑オンエアバトル（NHK） 戦績0勝1敗 最高381KB
- わかってちょーだい!（フジテレビ） 「さきどり!ルックちゃん」のコーナー・ルックちゃん1号
- 水10!オリキュン（フジテレビ） 「ヤング検定部083」コーナーレギュラー
- バニラ気分!（フジテレビ） 『GRA』“ゴールデンラッシュ嵐”中のギャル代表ご意見番としてレギュラー出演
- DO!深夜サタちゃん（フジテレビ）
- もりすぎッ!（東海テレビ）
- 解決ポリス ズバリ!2（メ〜テレ）
- キレイ（仮）（2007年6月30日・10月28日、テレビ朝日）
- ウンナン極限ネタバトル! ザ・イロモネア 笑わせたら100万円（TBS）2007年9月28日、初登場時に100万円獲得
- ロンブーの怪傑!トリックスター（2007年 - 2009年4月、テレビ東京）
- ロンドンハーツ（テレビ朝日）「格付けしあう女たち」、「格付けしあう女芸人たち」他
- 爆笑レッドカーペット （2007年2月18日 - 2010年8月1日、フジテレビ） 初代レッドカーペット賞獲得。キャッチコピーは「チャーシューウーマン」→「私 脂のってます!」→「ママになってもいらっしゃいませ〜」
  - コラボカーペットで、フォーリンラブ&狩野英孝と共演
  - 2008年12月17日放送の『レッドカーペットアワード2008』で、瞬間最高視聴率アワード（21.2%（2008年6月4日放送回と2008年11月5日放送のフォーリンラブと狩野英孝とのコラボ）と満点パーフェクトアワード（出演回数7回全部満点大笑い）受賞。
- 森田一義アワー 笑っていいとも!（2007年10月 - 2014年3月、フジテレビ） 火曜 → 月曜→ 水曜レギュラー[34]
- 笑っていいとも!増刊号（2007年10月 - 2014年3月、フジテレビ）
- 笑っていいとも!特大号（2007年 - 2014年、フジテレビ）
- ラジかるッ（2007年10月 - 2009年3月、日本テレビ） 水曜日：「彦摩呂・柳原のまんぷく道場」レギュラー
- 完売劇場（テレビ朝日）
- ○○の国の王子様（NHK教育）
- ペケ×ポン（2008年1月 - 2016年2月、フジテレビ）
- 今すぐ使える豆知識　クイズ雑学王（2008年4月 - 9月、テレビ朝日）
- THE THREE THEATER（2008年10月 - 2009年3月、フジテレビ）
- 爆笑レッドシアター（2009年4月 - 2010年9月、フジテレビ）
- スッキリ!!（2009年4月 - 2018年3月30日、日本テレビ） 金曜日の「クイズッス」で天の声（謎の女）を担当。
  - 2011年9月22日は本人としてVTR出演。
  - 2018年3月30日（最終出演日）は本人としてスタジオ出演。
- 空から日本を見てみよう（2009年10月 - 2011年9月、テレビ東京） キャラクター「くもみ」役として声の出演。
- 柳原可奈子のワンダフルナイト（2010年7月 - 2019年5月、ニッポン放送） - 冠番組
- ギブアップ嬢（2010年10月 - 2011年3月、日本テレビ）
- 幸せの黄色い仔犬（中京テレビ）「柳原可奈子のコレ流行ってんの!?」他
- 飛び出せ!科学くん（2010年4月 - 2011年9月、TBS）
- アタラシーノ（2011年10月 - 2012年3月、テレビ朝日） 天の声
- 夢!どうぶつ大図鑑（2011年10月 - 2012年3月、TBS）
- ドライブ A GO!GO!→ドラGO!（2011年10月 - 2016年9月、テレビ東京） ナレーション
- もしもツアーズ（2011年10月 - 2022年9月24日、フジテレビ） - 2代目ナレーション
- もてもてナインティナイン（2011年11月 - 2014年3月、TBS） レギュラー
- リアルスコープZ→超潜入!リアルスコープHYPER（2012年4月 - 2015年3月、フジテレビ） レギュラー
- 知っとこ!（2012年4月 - 2015年3月、毎日放送） 松嶋尚美と共にMCを担当。
- 新進気鋭（2012年5月 - 9月、日本テレビ） レギュラー
- 空から日本を見てみようplus（2012年10月 - 2018年9月、BSジャパン） キャラクター「くもみ」(2018年1月11日放送分以降は「くもみーヌ」)役として声の出演。
- 10匹のコブタちゃん 〜ヤセガマンしないTV〜（2013年1月 - 9月、フジテレビ） レギュラー
- 砂羽と可奈子があの街の美味しいギャップ大発見!だけど食堂（2013年4月 - 2014年9月、朝日放送テレビ） レギュラー
- 可奈子の週末レシピ〜女子力アップの秘訣〜（2013年6月 - 10月、BSフジ）- MC
- 得する人損する人（2013年10月 - 2018年9月、日本テレビ） 準レギュラー
- 「それってどんなヒト?」捜査バラエティ Gメン99（2014年4月 - 9月、TBS） レギュラー
- 穴があくほど定点観測（2014年10月28日 - 12月23日 、TBSテレビ）- MC
- 正直さんぽ「正直女子さんぽ」（2015年4月11日 - 2016年3月26日、フジテレビ） レギュラー
- 人気者から学べ そこホメ!?（2016年4月26日 - 8月30日、フジテレビ）[35]
- バイキング（2016年4月5日 - 2019年3月19日、フジテレビ） - 火曜MC[36]
- #nakedEve（2016年10月25日 - 2017年3月28日、関西テレビ・フジテレビ） - MC
- 痛快TV スカッとジャパン（フジテレビ）
- ハイスクールQ 〜ニュースを学ぶクイズ〜（2018年4月 - 2019年5月5日、BSテレビ東京）- MC

### テレビドラマ
- 鬼嫁日記 いい湯だな（2007年4月 - 6月、関西テレビ） - 丸山美加 役
- 七瀬ふたたび（2008年10月 - 12月、NHK総合） - 真弓瑠璃 役
- オトメン（乙男）（2009年8月 - 11月、フジテレビ） - 花沢夢子 役
- 松本清張ドラマスペシャル・霧の旗（2010年3月16日、日本テレビ） - 池上信子 役
- 月曜ゴールデン（TBS）
  - 猫弁〜死体の身代金〜（2012年4月23日、TBSテレビ） - 寿春美 役[37]
  - 猫弁と透明人間（2013年4月22日、TBSテレビ） - 寿春美 役
- MONSTERS（2012年10月 - 12月、TBSテレビ） - ヒロイン・高野恵美 役
- 家族ノカタチ（2016年1月 - 3月、TBSテレビ） - 山根さとり 役[38]
- 警視庁・捜査一課長 season3 第6話（2018年5月17日、テレビ朝日） - 北園晴美 役
- ココア（2019年1月4日、フジテレビ、第30回フジテレビヤングシナリオ大賞受賞作）

### CM
- トヨタ自動車（2007年） - ネッツ店、カローラ店で店員役として出演
- さくらや（2007年） - お店にやってきたギャルとして登場
- サントリー「缶コーヒーBOSS」（2007年） - トミー・リー・ジョーンズとホットペッパーを配っている
- 映画ヘアスプレー（2007年） - ナレーション
- たかの友梨ビューティークリニック（2008年）
- ラウンドワン（2008年）
- 小学館『週刊少年サンデー』（2008年） - 本屋の店員
- 阪急交通社（2008年 - 2009年）
- 100満ボルト（2008年）
- アサヒ飲料 「WONDAゼロマックス」（2009年） - レポーター
- ハピコレ（2009年 - ）
- パクロス（2009年 - 2010年）
- 宝くじ「年末ジャンボ宝くじ」（2009年） - 旅館の女将
- シオノギ製薬「ニキビのクイズ」（2010年 - ） - ナース
- 明星食品「チャルメラ」（2010年） - ホタテの精
- サークルKサンクス（2010年）
- ユニ・チャーム「超立体マスク」（2012年）
- 永谷園「やさしい中華[39]」（2014年）
- KDDI（au）（2014年 - ） - auショップ店員役として松岡修造と共演
- ユニ・チャーム「超快適マスク」（2014年）
- 任天堂「リズム天国 ザ・ベスト+」（2015年）

### 映画
- まぼろしの邪馬台国（東映、2008年11月） - 玉子 役
- 矢島美容室 THE MOVIE 〜夢をつかまネバダ〜（2010年4月29日、松竹） - 謎の黒人女性ボーカリスト 役
- コドモ警察（東宝、2013年3月20日） - オーディション会場のアシスタント 役

### アニメ
- それいけ!アンパンマン ヒヤヒヤヒヤリコとばぶ・ばぶばいきんまん（東京テアトル、2008年7月） - ヒヤリコ 役
- 毎日かあさん（2010年） - 洋服屋の店員 役
- サザエさん（2012年7月22日、フジテレビ） - 柳原可奈子(地引網の参加者) 役
- モンスターズ・ユニバーシティ（2013年7月6日、ウォルト・ディズニー・スタジオ・ジャパン） - カレン・グレーブズ先生 役
- ジョバンニの島（2014年2月22日、ワーナー・ブラザース映画） - みっちゃん 役

### 声の出演
- みいつけた!（2019年 - 、NHK Eテレ） - まりっぺ 役

### ゲーム
- ガールズXバトル2 - 高順 役

## ライブ

### 単独ライブ
- 柳原可奈子 初単独ライブ『見せたがり女』（銀座時事通信ホール、2011年7月17日・18日）[40]
- 柳原可奈子 単独ライブ『普通の女』（新宿シアターモリエール、2014年9月22日・23日）[41]

## DVD
- 柳原可奈子　初単独ライブ「見せたがり女」(ポニーキャニオン、2011年9月21日)

## 書籍

### 著書
- 柳原可奈子の気になっちゃう感じですか?  (幻冬舎、2009年5月)

### 雑誌
- 全方位型お笑いマガジン コメ旬　comedy-junpo　Vol.1 (キネマ旬報社、2011年4月21日)